# 在インドネシアパレスチナ大使館
在インドネシアパレスチナ大使館（アラビア語: سفارة دولة فلسطين لدى إندونيسيا、インドネシア語: Kedutaan Besar Palestina di Indonesia、英語: Embassy of the State of Palestine in Indonesia）は、インドネシアの首都ジャカルタに置かれているパレスチナ国（パレスチナ解放機構・パレスチナ自治政府）の在外公館で、1989年10月19日に設立された。大使館はジャカルタのメンテン地区にある。